# Modesto Paris
Padre Modesto Paris (Mione di Rumo, 22 agosto 1957 – Genova, 31 maggio 2017) è stato un frate italiano dell'Ordine degli Agostiniani Scalzi O.A.D., educatore e fondatore del Movimento Rangers.

## Biografia

### La formazione e gli studi
Nato nel 1957 a Mione di Rumo (TN), Modesto Paris inizia la propria formazione presso il Convento dell'Ordine degli Agostiniani Scalzi di Genova, continuandola presso il Seminario Arcivescovile Maggiore. È stato ordinato sacerdote il 12 giugno 1983 nella Basilica di San Pietro da San Giovanni Paolo II.

### Primi incontri con i giovani
Nel 1984 ha fondato a Genova, con alcuni ragazzi che frequentavano il Santuario della Madonnetta, il Gruppo Rangers GRM (Gruppo Ragazzi Madonnetta) "Un gruppo di ragazzi e giovani che condividono un impegno di Fede viva, aperta e gioiosa con amicizia, responsabilità e accoglienza. Tutto inizia da una frase del Vangelo del Buon Pastore (Gv 10,1-5)". Nuovi Gruppi Rangers sono nati anche nelle Parrocchie Agostiniane in cui Padre Modesto Paris è stato in seguito trasferito durante gli anni del suo sacerdozio (Sestri Ponente, Spoleto, Collegno) fino a diventare poi un Movimento Rangers, che coinvolge non solo i bambini e i ragazzi ma anche gli adulti e le famiglie.
Negli anni successivi sono nati altri gruppi Rangers: in provincia di Bergamo, a Trento, a Campina in Romania e a Bafut in Camerun. Le associazioni da lui create raccolgono oggi oltre 500 aderenti.

### L'azione sociale
| «Il Signore supera sempre di una spanna ogni nostra aspettativa» |
| (Chiamati a Trasformare il Mondo, Padre Modesto Paris)           |

Il messaggio che Padre Modesto ha voluto diffondere negli anni è stato quello di aiutare giovani, e meno giovani, a scoprire i propri talenti e a farne una forza, a non arrendersi davanti alle difficoltà, ad impegnarsi nella vita, scoprendo una “fede viva, aperta e gioiosa”. 
È stato autore, insieme ai ragazzi dei Gruppi Rangers, di alcuni libri sulla sua storia e sulle sue associazioni, ma anche sulla sua malattia. 
Nel 1999 Padre Modesto ha fondato, insieme all'Associazione Mosaico di Sestri Ponente, il periodico mensile "Il Chiodo" che rappresenta, ancora adesso, l'organo di informazione di tutti i gruppi Rangers e dell'associazione "Millemani per gli Altri". Negli anni ha creato molte iniziative per aiutare il prossimo. A Sestri Ponente, insieme ai parrocchiani della Chiesa di San Nicola, ha ideato il "Giro del Sabato Sera", un'iniziativa per fornire pasti caldi e supporto spirituale e morale ai senzatetto del centro storico genovese (e non solo) e fondato il "Pozzo di San Nicola", un supporto materiale alle famiglie in difficoltà del quartiere. 
Per incentivare l'incontro tra le Associazioni di Volontariato presenti sul territorio, ha ideato la "Festa del Volontariato", "Questa è la mia Casa" ed "Un Nat@le che sia tale", manifestazioni alle quali partecipano un gran numero di persone che si incontrano in un clima di festa e di condivisione. 
Ha organizzato, con il supporto delle associazioni da lui create, una rete di famiglie che in estate ospitano gli orfani di "Casa Sperantei” (Casa della Speranza) situato a Campina in Romania e gestita delle suore di San Giuseppe di Aosta. 
Per aiutare le missioni Agostiniane ha cercato il supporto dei fedeli per fornire annualmente un container destinato alla Missione fondata dal confratello Agostiniano Scalzo Padre Luigi Kerschbamer a Cebu nelle Filippine e per supportare il Seminario Agostiniano di Bafut in Camerun.

### La malattia
| «Il dolore è dolore, ma vissuto con gioia e speranza ti apre la porta alla gioia di un frutto nuovo» |
| (Omelia Casa Santa Marta, 5 Maggio 2016, Papa Francesco)                                             |

La malattia, SLA (Sclerosi laterale amiotrofica), o come la chiamava lui Sorella SLA oppure SLAvina, ha iniziato a dare i primi segnali nell’estate del 2015, ma non lo ha piegato di un millimetro. Nonostante la grande sofferenza, le terapie intensive e i periodi di ricovero ospedaliero, Padre Modesto ha continuato a girare l’Italia e l'Europa con la carrozzina elettrica, seguendo i suoi gruppi, le feste del Volontariato di Genova, di Collegno, di Spoleto, e i campi estivi in Trentino. La sua tenacia ha permesso il completamento di  “Casa Sogno” (una struttura nata per dare ospitalità ai gruppi di giovani e alle famiglie), ubicata a Rumo (TN) in Alta Val di Non sotto la cornice della Catena della Maddalene. Il 15 giugno 2016 ha coronato il sogno di mettere la promessa ranger al collo di Papa Francesco durante un incontro in Piazza San Pietro. Ha continuato a celebrare la Santa Messa anche dopo aver perso la possibilità di parlare, con l’aiuto di un “comunicatore” messo a disposizione dalla ASL 3 Genovese. Nei periodi di riabilitazione trascorsi presso il Centro Clinico Nemo di Arenzano Archiviato l'11 novembre 2018 in Internet Archive. ha continuato a portare anche agli altri malati il suo messaggio di fede gioiosa vissuta nella terribile malattia. Fino alla fine ha continuato ad alzare il suo pollice, in segno di “ok”, la sola parte che, insieme ad altre due dita, riusciva a muovere negli ultimi mesi per incoraggiare chi, di fronte al suo dolore, si abbandonava allo sconforto. Il settimanale Panorama gli ha dedicato la copertina del n° 23/2017 intitolandola "Fino all'ultimo respiro" Il testamento gioioso del sacerdote: "Prigioniero del mio corpo e delle mie sofferenze, ecco perché ho deciso di sopportare tutto fino alla fine". La notte del 31 Maggio 2017 la sua esistenza terrena si è spenta presso l'Ospedale Villa Scassi di Genova Sampierdarena lasciando una profonda commozione tra tutte le persone che lo hanno conosciuto. Durante il funerale l'Arcivescovo di Genova Angelo Bagnasco ha ricordato: "Padre Modesto è stato un lottatore vincente, ha lottato e ha vinto. In tutta questa sua vicenda ci ha fatto scoprire che cosa è la qualità della vita: attraverso la sua esperienza ci ha dato una grandissima lezione, più di tutte le parole che possiamo mettere insieme". Il presidente della Cei, il cardinale Gualtiero Bassetti ha ringraziato a nome di tutta la Chiesa Padre Modesto per il suo «impareggiabile servizio al valore della vita» e rappresenta un esempio per tutti, «credenti, non credenti e diversamente credenti».

### L'eredità di Padre Modesto
Nel Luglio 2018 è stata riconosciuta dalla Provincia Autonoma di Trento la Fondazione Padre Modesto voluta da tutte le Associazioni sorte intorno al suo messaggio. Lo scopo della Fondazione è quello di mantenere vivo il suo messaggio attraverso la continua promozione di iniziative di formazione e di sostegno alle attività delle Associazioni Rangers e Millemani. L'assistenza spirituale è garantita dai confratelli Agostiniani Scalzi.

## Riconoscimenti
Il 14 Luglio 2018 il Comune di Rumo ha dedicato una giornata di festeggiamenti "Padre Modesto Day" per ricordare il celebre concittadino.
Il 14 Ottobre 2018 il Comune di Genova ha dedicato la piazza antistante la Parrocchia di San Nicola di Castelletto alla memoria di Padre Modesto inaugurando un nuovo arredo urbano che favorisca l'incontro tra le persone.